# Теодор Аман
Теодор Аман (рум. Theodor Aman; 20 березня 1831, Кимпулунг — 19 серпня 1891, Бухарест) — румунський художник і педагог вірменського походження; перший визначний представник румунського національного живопису.

## Життєпис
Народився 20 березня 1831 року в місті Кимпулунзі (нині повіт Арджеш, Румунія). Брав участь у революції 1848—1849 років у Волощині. Протягом 1850—1858 років навчався у Франції.
Помер у Бухаресті 19 серпня 1891 року.

## Творчість
Працював у галузях станкового живопису і станкової графіки. Писав реалістичні історичні та жанрові сцени, портрети. Його стиль часто вважається попередником імпресіонізму. Серед робіт:

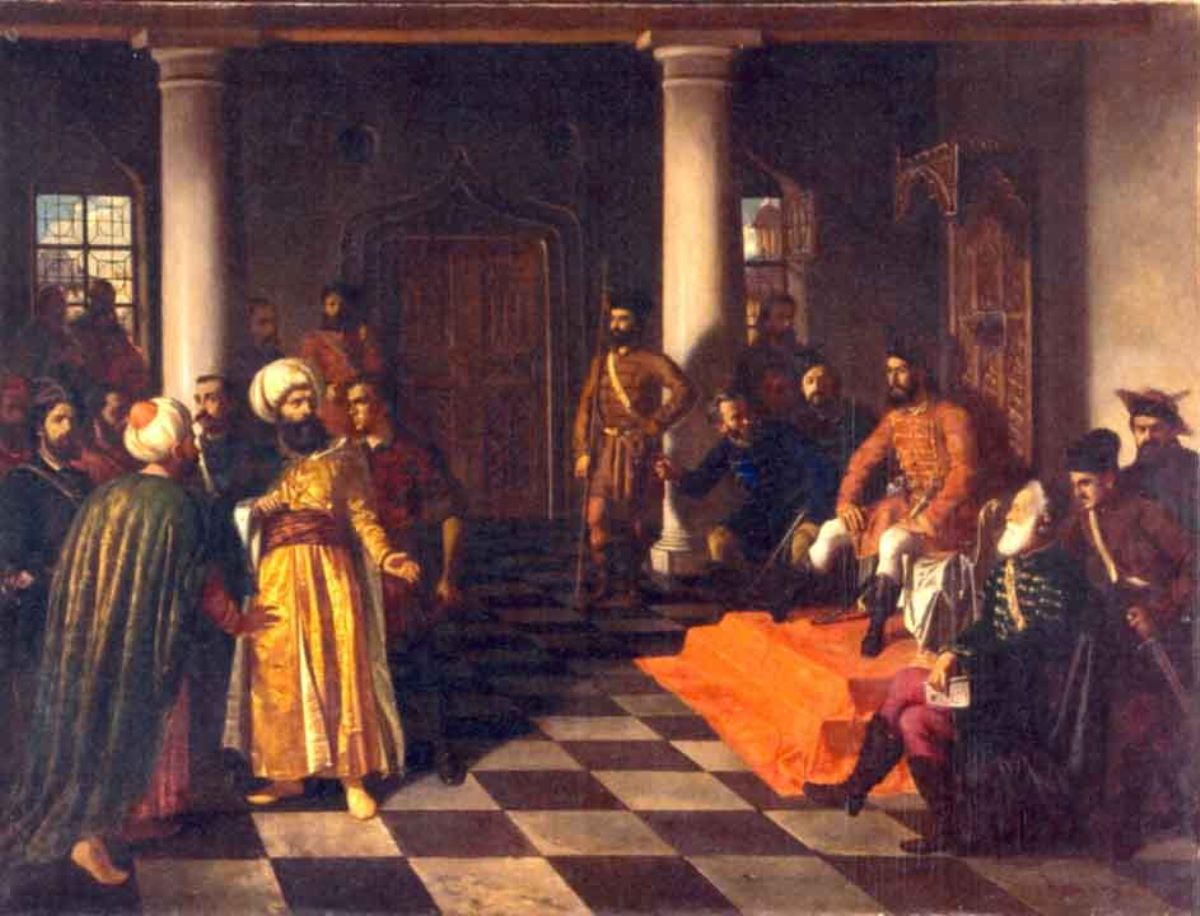
Влад Цепеш і турецький посланник. (1861–64)
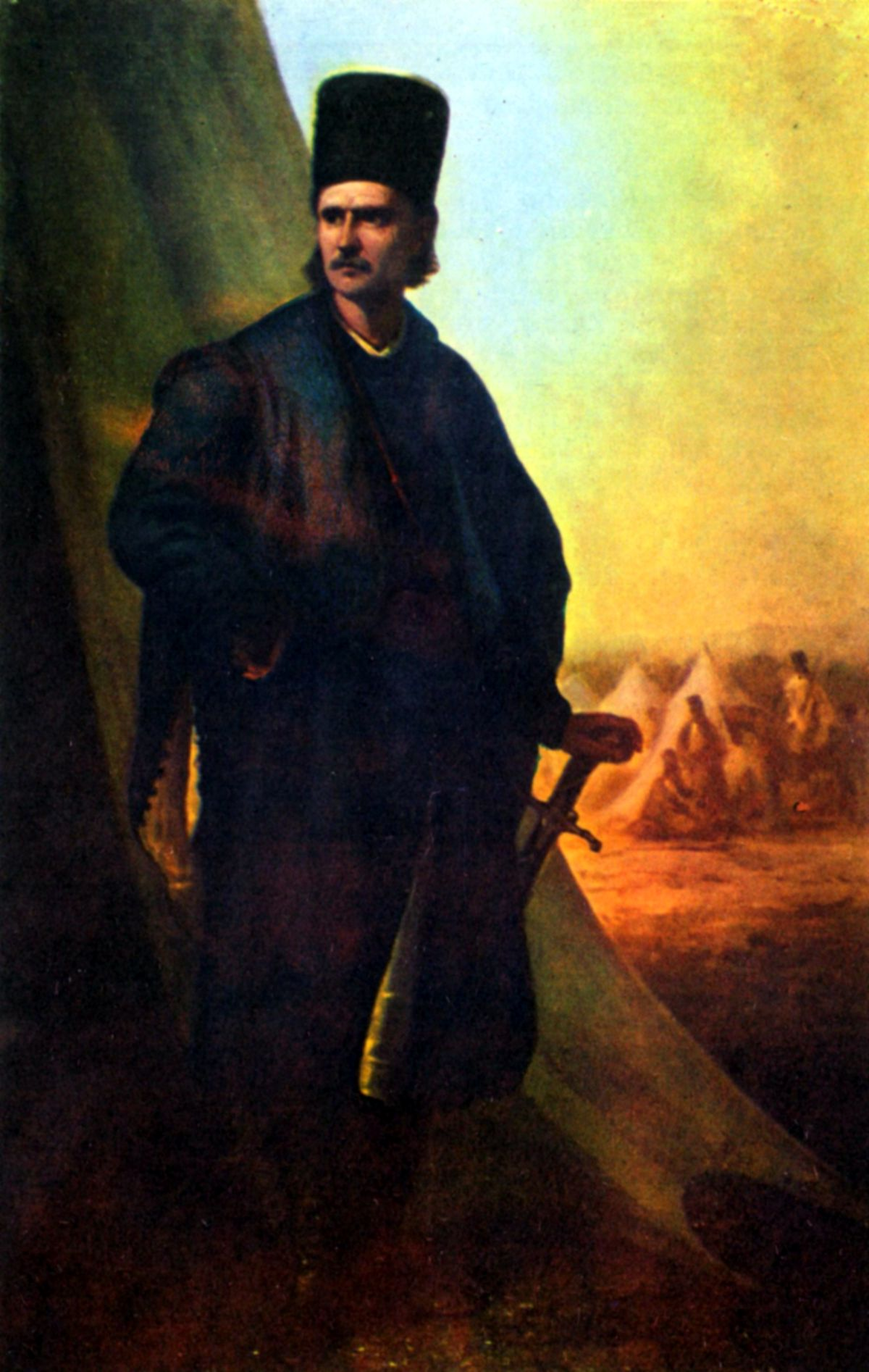
Портрет Тудора Владіміреську  (1874–76)
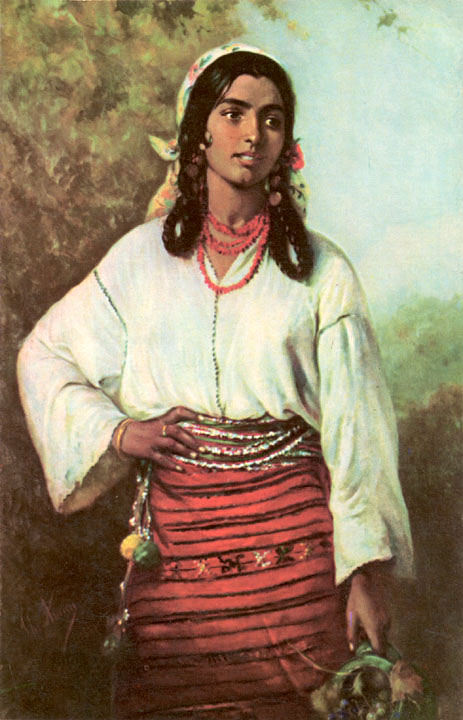
Юна циганка (1884)
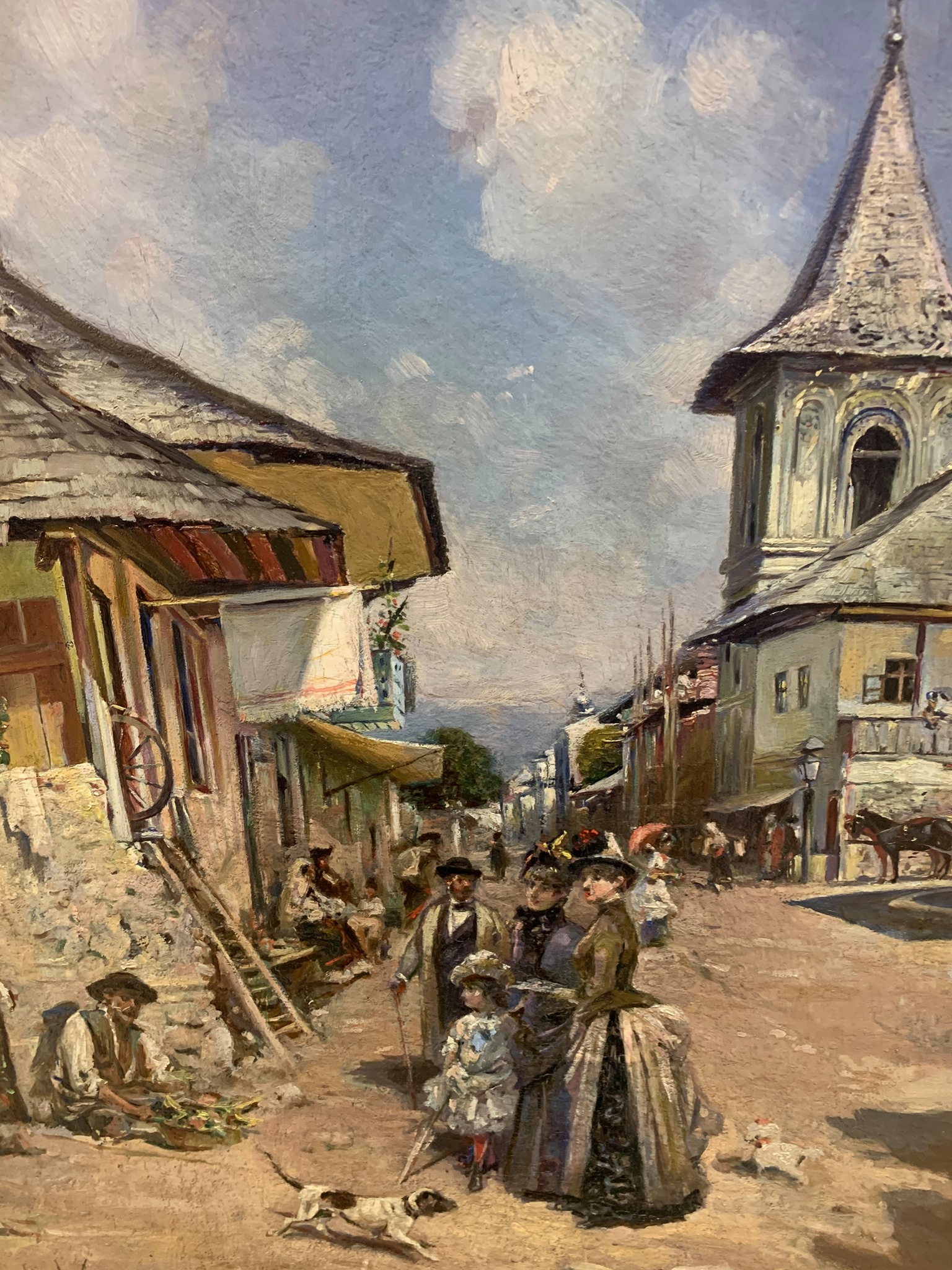
Вулиця рідного міста (1890)
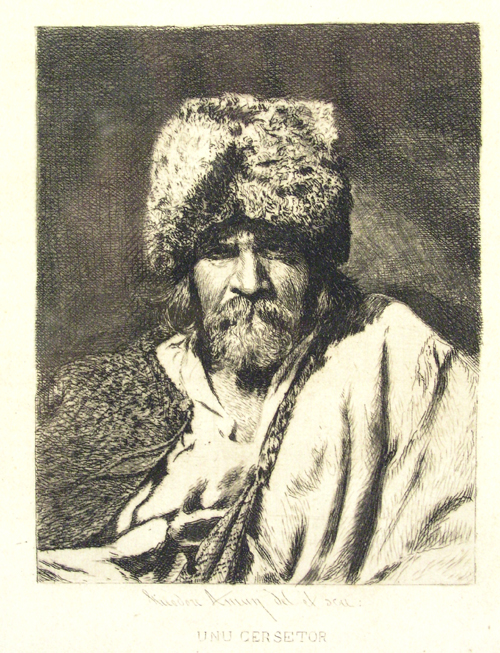
Жебрак
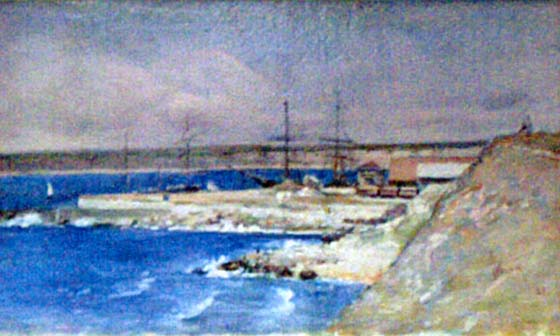
Констанцький порт
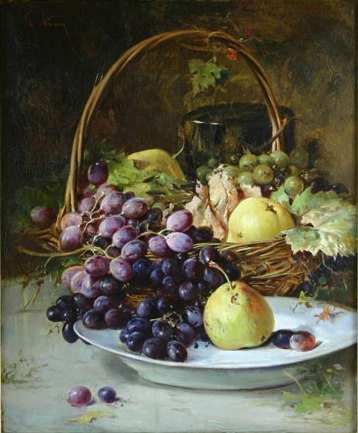
Кошик фруктів
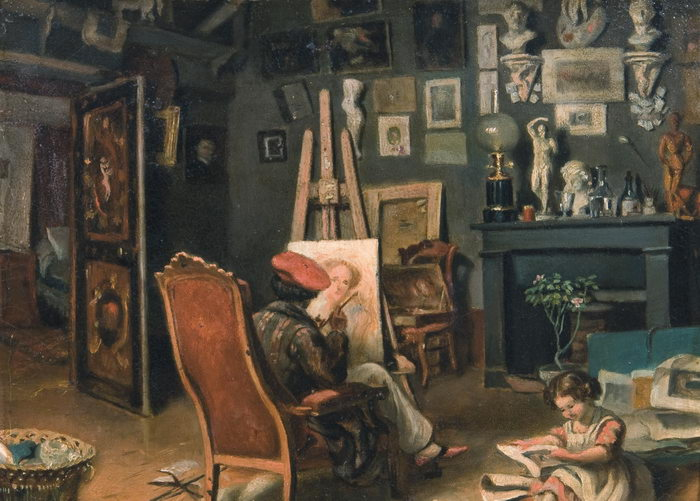
Перша майстерня художника в Парижі
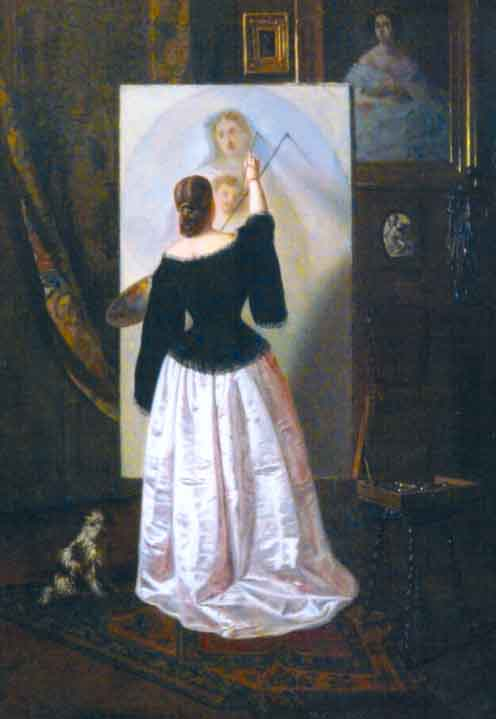
Пані малює  (1864)
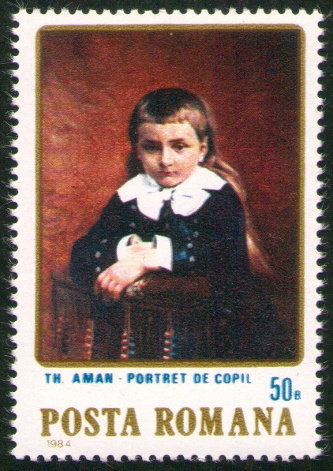
Поштова марка Румунії із зображенням однієї з картин Т. Амана (1984)

## Літераура
- Аман (Aman) Теодор // Український радянський енциклопедичний словник : [у 3 т.] / гол. ред. М. П. Бажан. — 1-ше вид. — К. : Голов. ред. УРЕ АН УРСР, 1966. — Т. 1 : А — Кабарга. — С. 64.;
- Аман (Aman) Теодор // Большая советская энциклопедия : у 30 т. / гл. ред. А. М. Прохоров. — 3-е изд. — М. : «Советская энциклопедия», 1969—1978. (рос.).;
- Аман (Aman) Теодор // Українська радянська енциклопедія : у 12 т. / гол. ред. М. П. Бажан ; редкол.: О. К. Антонов та ін. — 2-ге вид. — К. : Головна редакція УРЕ, 1977. — Т. 1 : А — Борона. — 542, [2] с., [38] арк. іл. : іл., табл., портр., карти с.;
- Аман (Aman) Теодор // Искусство стран и народов мира. Краткая художествення энциклопедия. — Москва : «Советская энциклопедия», 1978. — Т. 4 (Руанда и Бурунди — Филиппины). — С. 46. (рос.);
- Аман (Aman) Теодор // Популярная художественная энциклопедия / В. М. Полевой. — Москва : Советская энциклопедия, 1986. — Т. А—М. — С. 29. (рос.);